# Under My Shades
"Under My Shades" é uma canção da cantora sueca Zara Larsson retirada de seu EP de estreia, Introducing. Atualmente, esta faixa não está disponível fora dos países escandinavos.

## Videoclipe
O videoclipe foi lançado em 25 de janeiro de 2013.

## Desempenho comercial
Apesar de não ter sido lançado como single, "Under My Shades" alcançou a posição 45 na Suécia e passou três semanas nas paradas.

### Posições nas tabelas musicais
| Tabela musical (2013)      | Melhor posição |
| -------------------------- | -------------- |
| Suécia (Sverigetopplistan) | 45             |